# Mbone
Mbone, abbreviazione per multicast  backbone (in italiano: dorsale multicast) fu una dorsale sperimentale per il traffico IP Multicast attraverso internet, sviluppato nei primi anni novanta.
Richiede un hardware e un software specializzato.
Mbone si evolse per connettere le reti con capacità multicast in Internet.
Mbone è attualmente una pratica comune per la comunicazione condivisa come videoconferenze e spazi di collaborazione condivisi.
Non è di solito collegata con gli ISP, ma di più con università e istituti di ricerca.
Altri progetti come l'Internet2 di Abilene Network hanno reso Mbone obsoleta.
Gli Mrouter, sono i router che stanno ai confini delle isole che supportano il multicast e sono incaricate di creare e gestire i tunnel che collegano le altre isole multicast.